# Crossogaster odorans
Crossogaster odorans is een vliesvleugelig insect uit de familie Pteromalidae. De wetenschappelijke naam is voor het eerst geldig gepubliceerd in 1981 door Wiebes.